# Dieselov ciklus
Dieselov proces je termodinamički proces koji prati tlak i volumen izgarajuće komore u Dieselovu motoru. Izumio ga je Rudolph Diesel 1897. godine. Pretpostavlja se da je tlak konstantan u prvom dijelu izgaračke faze, V2 do V3 u dijagramu. Ovo je većinom samo teoretski moguće: realni Dieselovi procesi imaju povećanje tlaka u ovoj fazi, ali je manje izraženo nego u Ottovom procesu. Idealni Ottov proces benzinskog motora ima konstantan volumen u toj fazi.

## Idealiziran Dieselov proces
Slika s lijeve strane nam pokazuje P,v dijagram idealnog Dieselova procesa; gdje je P-tlak, a V-specifični volumen. Idealni Dieselov proces se ponaša po sljedećim politropama. (boja na dijagramu odgovara boji uz politropu)
- Proces od 1-2 je izentropska kompresija (plavo)
- Proces od 2-3 je povrativo izobarno grijanje (crveno)
- Proces od 3-4 je izentropska ekspanzija (žuto)
- Proces od 4-1 je povrativo izohorno hlađenje (zeleno)

Dieselov motor je toplinski motor: pretvara toplinu u rad.
- W2 je rad klipa koji komprimira radnu tvar
- Q2 je toplina dobivena izgaranjem goriva
- W1 je rad dobiven ekspanzijom radne tvari, to nam omogućuje koristan moment
- Q1 je odvedena toplina ulaskom zraka

## Maksimalna iskoristivost
Iskoristivost Dieselova procesa ovisi o r (omjer volumena V1 i V2)i {\displaystyle \alpha }(koeficijent krajnjeg i početnog volumena izgaračke faze) 
Gdje su:
{\displaystyle \eta _{th}} iskoristivost procesa
{\displaystyle \alpha } je omjer {\displaystyle {\frac {V_{3}}{V_{2}}}} (koeficijent između krajnjeg i početnog volumena izgaračke faze)
r je kompresijski omjer {\displaystyle {\frac {V_{1}}{V_{2}}}}
{\displaystyle \gamma } je odnos specifičnih toplinskih kapaciteta (Cp/Cv)
{\displaystyle \alpha } može se izraziti preko temperature pokazano dolje:
{\displaystyle {\frac {T_{2}}{T_{1}}}={\left({\frac {V_{1}}{V_{2}}}\right)^{\gamma -1}}=r^{\gamma -1}}
{\displaystyle \displaystyle {T_{2}}={T_{1}}r^{\gamma -1}}
{\displaystyle {\frac {V_{3}}{V_{2}}}={\frac {T_{3}}{T_{2}}}}
{\displaystyle \alpha =\left({\frac {T_{3}}{T_{1}}}\right)\left({\frac {1}{r^{\gamma -1}}}\right)}
T3 se može smatrati temperaturom plamena izgarajućeg goriva. Temperatura plamena se može smatrati adijabatskom temperaturom plamena izgarajućeg goriva s omjerom zrak/gorivo i kompresijskim pritiskom, P3. T1 je temperatura ulaznog zraka.
Ova formula jedino vrijedi za idealnu termalnu iskoristivost. Prava iskoristivost će biti mnogo manja zbog gubitaka topline i trenja. Ova formula je složenija od Ottovog procesa, vidimo iz sljedeće formule.
{\displaystyle \eta _{otto,th}=1-{\frac {1}{r^{\gamma -1}}}}
Dieselova formula se znatno zakomplicira zbog dodatka topline pri konstatnom tlaku i odvoda topline pri konstatnom volumenu. Otto proces ima i dodatak topline i gubitak topline pri konstantnom volumenu.
Uspoređujući ove dvije formule može se vidjeti da za (kompresijski omjer) -r, idealni Ottov proces imati veći stupanj korisnosti. Međutim, Dieselov motor će imati veći stupanj korisnosti jer može raditi na većim kompresijskim omjerima. Kad bi benzinski motori imali isti kompresijski omjer, onda bi se samozapaljenje dogodilo spontano i smanjila se iskoristivost, dok kod Dieselova motora, samozapaljenje željeno. Naime, oba ova ciklusa su idealizirani, u realnom stanju tvari nije sve tako jednostavno. Gore navedena Ottova formula ne uključuje proporcijonalne gubitke, kojih kod Dieselovih motora nema.
Dieselov proces je proces izgaranja klipnog motora s unutarnjim izgaranjem. U njemu, gorivo je zapaljeno komprimiranim zrakom u izgarajućem cilindru, u koje je gorivo ubrizgano.
Ovo je drukčije nego u Ottovom procesu, gdje je gorivo zapaljeno svjećicama. Dieselovi motori se upotrebljavaju u automobilima, podmornicama, dizelsko-električne lokomotive.

## Općenito
Jasno je da su teoretski pristupi jako pojednostavljeni u tehnici zbog složenosti pravih fizikalnih procesa, i ne umanjuju vrijednost više optimalnih rješenja.
Dieselovi motori imaju manju potrošnju goriva od bilo kojeg motora s unutarnjim izgaranjem, (0,16 kg/kWh) za velike brodske motore. Zapravo, dvotaktni Dieselovi motori s prisilom indukcijom visokog tlaka, djelomično turbomotori, čine veliki postotak velikih Dieselovih motora.
U sjevernoj Americi, Dizelski motori su prvenstveno u upotrebi velikih motora kamiona, gdje su manja naprezanja i visoka iskoristivost procesa vode k dužem životnom vijeku i manjih troškovima održavanja. Ove prednosti stavljaju Dieselove motore u upotrebu za gradnji pruga i slično.

## Vanjske poveznice
- Kružni procesi članak o kružnim procesima sa stranice Fakulteta strojarstva i brodogradnje u Zagrebu